# Natasha Sinayobye
Natasha Sinayobye es una actriz, modelo, cantante y bailarina ugandesa. Debutó como protagonista en la película ugandesa Bala Bala Sese junto a Michael Kasaija.

## Carrera
Saltó a la fama en 2001 cuando quedó en segundo lugar en el certamen de Miss Uganda y fue coronada Miss MTN Uganda. Más tarde  comenzó a modelar. En 2011, In2EastAfrica la votó como la mujer más bella de Uganda. Ha aparecido como portada de revista para African Woman, revista elyt y la revista beat. Luego incursionó en las artes escénicas y finalmente pasó a fundar KOMBAT Entertainment Ltd. En 2010 comenzó a cantar profesionalmente. Su video Butunda ganó la categoría video excepcional en los Diva Awards 2011.

## Filmografía

### Cine
| Año  | Película       | Papel  |
| ---- | -------------- | ------ |
| 2015 | Bala Bala Sese | Maggie |

### Televisión
| Año  | Serie                         | Personaje       | Notas                 |
| ---- | ----------------------------- | --------------- | --------------------- |
| 2014 | Beneath the lies - The Series | Kaitesi Munyana | Creado por Nana Kagga |